# Elvira Santa Cruz Ossa

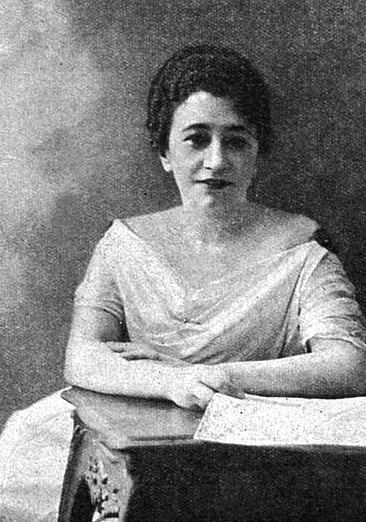
Elvira Santa Cruz Ossa

Elvira Santa Cruz Ossa (hay còn gọi là Roxane; sinh tại Valparaíso, 21 tháng 3 năm 1886 - 7 tháng 11 năm 1960) là một nhà viết kịch và tiểu thuyết gia người Chile. Bà là con gái của Joaquín Santa Cruz Vargas và Carmela Ossa. Bà học ở Tu viện Thánh Tâm tại Santiago. Bà đã viết cuốn tiểu thuyết đầu tiên của mình, Flor Silvestre, trước tuổi 20. Bà cũng viết cho tạp chí, và sau đó trở thành biên tập viên của Zig-Zag. Vở kịch đầu tiên của bà là vở hài kịch La Familia Busquillas (1916), tiếp theo vào năm 1919, El voto femenino. Bà đã từng tham gia sản xuất bộ phim truyền hình La Marcha Funebre trong cùng năm đó. Cuốn tiểu thuyết thứ hai có tựa đề Via Crucis Sentimental.
Bà cũng là em gái của nhà văn Blanca Santa Cruz Ossa.

## Tác phẩm
- Flor silre
- La familia Busquillas: pieza en dos Actos
- El voto femenino
- La marcha fúnebre
- Takunga